# Ceratostylis tricallifera
Ceratostylis tricallifera är en orkidéart som beskrevs av Johannes Jacobus Smith. Ceratostylis tricallifera ingår i släktet Ceratostylis och familjen orkidéer. Inga underarter finns listade i Catalogue of Life.